# Бабій Михайло Юхимович
Михайло Юхимович Бабій (12 липня 1942 —15 вересня 2022, місто Київ) — український релігієзнавець, радянський діяч, секретар Тернопільського обласного комітету КПУ. Кандидат філософських наук, старший науковий співробітник, провідний науковий співробітник Відділення релігієзнавства Інституту філософії імені Сковороди НАН України.

## Біографія
Освіта вища. Член КПРС.
21 січня 1984 — 9 вересня 1989 року — секретар Тернопільського обласного комітету КПУ з питань ідеології.
У 1989—1991 роках — заступник завідувача ідеологічного відділу ЦК КПУ в місті Києві.
З 1991 року — старший науковий співробітник, провідний науковий співробітник Відділення релігієзнавства Інституту філософії імені Сковороди НАН України.
Досліджував питання соціології релігії, правології релігії, філософсько-правові та релігієзнавчі аспекти свободи совісті, свободи релігії і толерантності; проблеми державно-конфесійних відносин; функціональність релігії, релігійний фактор у суспільно-політичному бутті людей.

## Наукові праці
- Свобода совісті: філософсько-антропологічне і релігієзнавче осмислення. Монографія. К.: Вища школа, 1994.
- Соціологія релігії. Релігія як суспільно-функціонуюче явище. Релігія як форма суспільної свідомості // Релігієзнавство: предмет, структура, методологія. Колек. монографія. За ред. А.Колодного К., 1996
- Толерантність: теоретичні та практичні засади // Українське релігієзнавство. №4. К., 1996.
- Свобода совісті в духовному житті суспільства // Релігієзнавство. Підручник К.: «Вища школа», 2000.
- Діалог у контексті міжконфесійних відносин: сутність і проблеми // Екуменізм і проблеми міжконфесійних відносин в Україні. К.: «Гнозис», 2001.
- Релігійна самореалізація особистості як практичний вияв свободи буття релігії. //Релігійна свобода. Науковий щорічник № 5. К., 2001.
- Свобода совісті в Україні: історія і сучасність //Історія релігій в Україні. В 10 т. / Релігія і церква років незалежності України За ред. А.Колодного. Т.10. К.–Дрогобич: «Коло», 2003.
- Держава і церква: діалектика і форми взаємодії //Державно-церковні відносини в Україні в контексті сучасного європейського досвіду. Зб. наук. матеріалів. К.: «VIP», 2004.
- Іслам і проблеми свободи релігії. //Буття ісламу в Україні та світі: історія і сьогодення /Українське релігієзнавство № 34 К.,2004.